# Dauria Aerospace
Dauria Aerospace («Даурия Аэроспейс») — частная российская космическая группа компаний, действующая с 2012 по 2018 год. 
Занималась созданием небольших космических аппаратов (спутников) и продажей комплектующих для них. Была одной из первых российских частных компаний, спутники которой были запущены на орбиту Земли. 

## История
Согласно одним источникам, компания «Dauria Aerospace» основана Михаилом Кокоричем, Сергеем Ивановым и Дмитрием Ханом в 2012 году на базе маленькой технологической компании аэрокосмической отрасли в Маунтин-Вью (Калифорния), приобретённой ранее. Тогда же была зарегистрирована компания с аналогичным названием в России с лицензией Роскосмоса на осуществление космической деятельности. Однако, согласно данным РБК, АО «Даурия Аэроспейс» было зарегистрировано в 2009 году, а «НПП Даурия» — в 2011-м.
В этом же году «Даурия Аэроспейс» заключила госконтракт с Роскосмосом на подготовку двух сверхмалых космических аппаратов МКА-Н для дистанционного зондирования Земли, стоимостью 315 млн руб. Работы должны были быть завершены в конце 2014 года, однако это произошло только в 2017 году, при этом аппараты вышли из строя при запуске. Роскосмос подал иск на компанию с требованием взыскать 274,1 млн рублей. Иск был удовлетворён судом.
В 2013 году компания привлекла инвестиции в $20 млн от венчурного фонда I2BF-RNC Strategic Resources Fund (совместный фонд «Роснано» и I2BF Global Ventures). 
В этом же году и "Морсвязьспутник" заключили договор о совместном использовании спутников для мониторинга морских и речных судов.
В 2014 году компания получила грант фонда Сколково, на условиях софинансирования, в размере 150 млн рублей на разработку спутника Auriga для съемки поверхности Земли с разрешением в различных спектрах от 2,5 (черно-белое изображение) до 5-6 (в мультиспектральном диапазоне) метров на пиксель. Год спустя фонд «ВЭБ-Инновации» инвестировал в проект ещё $60 млн.
В июне 2014 года  Dauria Aerospace запустила два спутника серии Perseus-M. В первые месяцы были проблемы со спутниками: прерывалась связь, происходила незапланированная перезагрузка бортовых компьютеров и др. Впоследствии работу аппаратов стабилизировали. В конце 2015 года спутники были проданы американской Aquila Space за $6 млн. 
На 2015 год офис и сборочная площадка находились в технопарке «Сколково» под Москвой.  
Михаил Кокорич продал свою долю в компании в 2015 году, в связи с санкциями и возникшими сложностями для российских высокотехнологичных компаний, и эмигрировал в США. 
В 2018 году Dauria Aerospace покинула «Сколково», однако сохранила за собой небольшую часть арендуемых площадей, которые позволяли не потерять статус резидента технопарка. 
В конце 2018 года генеральный директор компании Сергей Иванов заявил, что деятельность «Даурии» заморожена из-за иска Роскосмоса.  

## Руководство
Генеральный директор с 2012 по 2020 год — Сергей Николаевич Иванов. 8 августа 2023 года Девятый арбитражный апелляционный суд постановил привлечь бывшего главу компании к субсидиарной ответственности, посчитав, что он «не предпринимал мер к восстановлению платежеспособности должника».

## Структура
- АО «Даурия Аэроспейс» — российское подразделение и основное юридическое лицо[15][5].
- Dauria Aerospace Holding Ltd и Dauria Aerospace Ltd — офшоры, владеющие АО «Даурия Аэроспейс» на 2018 год (81,16% и 18,84% соответственно)[5].
- ООО «Научно-производственное предприятие Даурия» — дочерняя компания АО «Даурия Аэроспейс», зарегистрированная в 2011 году[8][5]. Прекратило свою деятельность в 2018 году, в 2020-м — признано банкротом[3][18]. На декабрь 2023 года в отношении НПП «Даурия» в судах находилось 9 дел с общей суммой исковых требований 942 млн рублей[3].
- ООО «Даурия — Спутниковые технологии» — совместное предприятие с фондом «ВЭБ-Инновации» в 2012 году[5][19].
- Canopus Systems US — американское подразделение[15].
- Dauria Geo (основана осенью 2014) и Dauria CloudEO — компании-операторы данных дистанционного зондирования Земли в США и Германии соответственно. Деятельность этих подразделений была свёрнута в начале 2015 года, по словам основателя, из-за политической и экономической ситуации между Россией и этими странами[15].

## Финансы
|                                 | 2013 | 2014  | 2015 | 2016   | 2017   | 2018  |
| ------------------------------- | ---- | ----- | ---- | ------ | ------ | ----- |
| АО «Даурия Аэроспейс»           |      |       |      | 0,079  |        |       |
| Даурия — Спутниковые технологии |      | 21,78 |      |        |        |       |
| НПП Даурия                      |      |       |      | 217,68 | 201,45 | 0,224 |

|                                 | 2013    | 2014   | 2015  | 2016    | 2017   | 2018   | 2019   | 2020   | 2021 | 2022   |
| ------------------------------- | ------- | ------ | ----- | ------- | ------ | ------ | ------ | ------ | ---- | ------ |
| АО «Даурия Аэроспейс»           | -153,15 | -33,47 | -38,9 | -17,85  | -46,16 | -1,62  |        |        |      |        |
| Даурия — Спутниковые технологии | -1,31   | 20,59  |       | -12,38  | -2,55  | 3,91   | -0,023 | -0,015 |      | -0,841 |
| НПП Даурия                      |         |        | -3,47 | -168,04 | 2,69   | -13,04 | -3,17  |        |      |        |

## Созданные спутники
| Дата запуска | Аппарат     | Ракета-носитель / Разгонный блок | Статус                 | Примечание                                         |
| ------------ | ----------- | -------------------------------- | ---------------------- | -------------------------------------------------- |
| 19 июня 2014 | Perseus-M1  | Днепр (ракета-носитель)          | Действующий            | Микроспутник для зондирования Земли                |
| 19 июня 2014 | Perseus-M2  | Днепр (ракета-носитель)          | Действующий            | Микроспутник для зондирования Земли                |
| 8 июля 2014  | DX1         | Союз-2.1б                        | Действующий            | Экспериментальный спутник для отработки технологий |
| 14 июля 2017 | МКА-Н (2шт) | Союз-2.1а                        | Потяряны (на 2023 год) | Зондирование Земли                                 |